# 宮崎県道410号木浦木小林停車場線
宮崎県道410号木浦木小林停車場線（みやざきけんどう410ごう きうらぎこばやしていしゃじょうせん）は、宮崎県小林市を通る一般県道である。

## 概要
小林市東方からJR九州吉都線 小林駅に至る。

### 路線データ
- 起点：小林市東方
- 終点：小林市本町（JR九州吉都線 小林駅前、宮崎県道53号京町小林線終点）

## 歴史
- 1965年（昭和40年）3月31日 - 宮崎県告示第244号の2[1]により路線認定される。当時の整理番号は143。

## 路線状況

### 重複区間
- 国道265号（小林市真方・大手橋交差点 - 小林市細野・本町交差点）
- 国道221号・国道268号（小林市細野・本町交差点 - 小林市細野・小林商工会議所交差点）
- 宮崎県道53号京町小林線（小林市	細野・小林商工会議所交差点 - 小林市本町・小林駅前（終点））

### 道路施設

#### 橋梁
- 大手橋（石氷川、小林市）

## 地理

### 通過する自治体
- 宮崎県
  - 小林市

### 交差する道路
| 交差する道路                                                                      | 交差する場所 | 交差する場所         |
| --------------------------------------------------------------------------------- | ------------ | -------------------- |
| 宮崎県道404号石阿弥陀五日市線                                                     | 真方         |                      |
| 国道265号 重複区間起点                                                            | 真方         | 大手橋交差点         |
| 国道265号 重複区間終点 国道221号 重複区間起点 国道268号 重複区間起点              | 細野         | 本町交差点           |
| 国道221号 重複区間終点 国道268号 重複区間終点 宮崎県道53号京町小林線 重複区間起点 | 細野         | 小林商工会議所交差点 |
| 宮崎県道53号京町小林線 重複区間終点                                               | 本町         | 小林駅前 / 終点      |

### 沿線
- 小林市役所 西小林出張所
- JR九州吉都線 小林駅